# Aldemir da Silva Junior
Aldemir Gomes da Silva Junior (Rio de Janeiro, 8 de junho de 1992) é um velocista brasileiro.

## Carreira
Ganhou três medalhas de ouro no Campeonato Sul-Americano Junior de Atletismo de 2011 em Medellín, Colômbia. e outras três no Campeonato Sul-Americano Sub-23 de Atletismo de 2012 em São Paulo, Brasil.

## Melhores marcas
| Evento     | Marca  | Local             | Competição                   | Data |
| ---------- | ------ | ----------------- | ---------------------------- | ---- |
| 100 metros | 10,20s | São Paulo, Brasil | Campeonato Brasileiro Sub-23 | 2012 |
| 200 metros | 20,15s | São Paulo, Brasil | Troféu Brasil                | 2017 |